# Rund um Berlin 1966
Rund um Berlin 1966 war die 60. Austragung des ältesten deutschen Eintagesrennens Rund um Berlin. Es fand am 7. August über eine Distanz von 248,5 Kilometern statt.

## Rennverlauf
Wie im Vorjahr war Rund um Berlin Bestandteil des internationalen Kalenders für Amateurrennen 1966 der FIAC (Internationale Amateurradsport-Föderation) der Union Cycliste Internationale (UCI), es stand unter dem Patronat der Berliner Zeitung. Das Straßenradrennen war eingebettet in die Woche des internationalen Radsports der DDR und das Auftaktrennen dieser Rennserie.
86 Radrennfahrer aus sieben Ländern (Niederlande, Italien, Frankreich, Österreich, Polen, Sowjetunion und DDR) stellten sich dem Starter. Die Rennstrecke führte über einen Rundkurs von 35,5 Kilometern, der siebenmal absolviert wurde. Start und Ziel war die Friedenstraße in Berlin-Friedrichshain.
Die Fahrer der Leistungsklassen I und II erhielten Vorgaben gegenüber der Meisterklasse und den ausländischen Fahrern. Durch mehrere von geschlossenen Bahnschranken verursachte Zwangspausen und Uneinigkeit in der Nachführarbeit hielten einige Vorgabefahrer lange ihren Vorsprung. Lediglich Dieter Voigtländer, Manfred Kummich und Harald Dippold holten die Handicaps auf. In der 4. und 5. Runde gaben die Mitfavoriten Wim Prinsen, Manfred Dähne und Rüdiger Tanneberger sowie alle Italiener, Franzosen und Österreicher das Rennen auf. In der vorletzten Runde bildete sich eine Spitzengruppe von neun Fahrern, die gemeinsam das Ziel erreichten. Mit einem langen Endspurt sicherte sich Dieter Grabe den Sieg mit einer Radlänge vor Voigtländer. Bester Ausländer war Frits Hoogerheide aus den Niederlanden auf dem 13. Rang.

## Ergebnis
|     | Fahrer             | Verein/Land          | Zeit (h)  |
| --- | ------------------ | -------------------- | --------- |
| 01. | Dieter Grabe       | SC DHfK Leipzig      | 6:48:37 h |
| 02. | Dieter Voigtländer | SC Karl-Marx-Stadt   | gl. Zeit  |
| 03. | Dieter Dovatt      | SC Dynamo Berlin     | gl. Zeit  |
| 04. | Jürgen Exner       | ASK Vorwärts Leipzig | gl. Zeit  |
| 05. | Dieter Gonschorek  | ASK Vorwärts Leipzig | gl. Zeit  |
| 06. | Harald Dippold     | SC DHfK Leipzig      | gl. Zeit  |
| 0 … |                    |                      |           |